# 6618-as mellékút (Magyarország)
A 6618-as számú mellékút egy bő húsz kilométer hosszú, négy számjegyű mellékút Somogy vármegyében; Kadarkút várost köti össze Nagybajommal és a 61-es főúttal.

## Nyomvonala
A 61-es főútból ágazik ki, annak 142+800-as kilométerszelvényénél, Nagybajom keleti szélén. Dél-délkelet felé indul, Jákói utca néven, de 600 méter után már külterületen halad. 4,2 kilométer után éri el Jákó határát, majd 5,6 kilométer után keresztezi a MÁV 41-es számú Dombóvár–Gyékényes-vasútvonalát, Jákó-Nagybajom vasútállomás nyugati szélénél. Mintegy 150 méterrel arrébb kiágazik belőle a 66 334-es számú mellékút északi irányban, az állomás felé.
Innét az út már Jákó házai között halad, Kossuth utca néven. A 8. kilométere előtt lép ki a község belterületéről, 8,2 kilométer után pedig Csökölyre érkezik. A tizedik kilométere előtt éri el e község belterületét, ahol a települési neve Rákóczi Ferenc utca, majd 10,6 kilométer után keletnek fordul és nevet vált, a folytatása a Petőfi utca nevet viseli. Innen már nem sokáig halad lakott területen: 10,8 kilométer után kilép a község házai közül, 12,3 kilométer után pedig Gige határába érkezik.
13,7 kilométer után éri el Gige lakott területének nyugati szélét, majd a központba érkezve, a 13+850-es kilométerszelvénye közelében egy elágazáshoz ér. Észak felől a 6617-es út torkollik bele Kiskorpád felől, bő 7 kilométer megtétele után, a 6618-as pedig délnek folytatódik, Rákóczi utca néven. A 14+350-es kilométerszelvénye közelében kilép a községből, 15,1 kilométer után pedig Rinyakovácsi következik. E falu lakott területeit nem érinti, oda a 66 154-es út ágazik ki nyugat felé, 15,7 kilométer után, az út pedig majdnem pontosan a 18. kilométerénél Kadarkút területére ér. A 19. kilométere táján elhalad a kadarkúti repülőtér közelében, és a város északi házainak elérése előtt beletorkollik a 6616-os útba, annak 14+150-es kilométerszelvényénél.
Teljes hossza, az országos közutak térképes nyilvántartását szolgáló kira.gov.hu adatbázisa szerint 20,423 kilométer.

## Települések az út mentén
- Nagybajom
- Jákó
- Csököly
- Gige
- (Rinyakovácsi)
- Kadarkút

## Története
1934-ben a kereskedelem- és közlekedésügyi miniszter 70 846/1934. számú rendelete szinte a teljes mai hosszában harmadrendű főúttá nyilvánította, a Szigetvár-Nagybajom közti 645-ös főút részeként. Komolyabb különbség az akkori és a mai nyomvonal között csak annyi volt, hogy a régi út közvetlenül összekötötte Kadarkutat és Csökölyt, Gigét nem érintette. A kérdéses útvonal légifelvételeken ma is végigkövethető, de a Google Utcakép felvételei alapján vélelmezhető állapotából ítélve nem biztos, hogy valaha is ki volt építve szilárd burkolatú útként.